# Le Bal des menteurs
Pour plus de détails, voir Fiche technique et Distribution.
Le Bal des menteurs est un documentaire français réalisé par Daniel Leconte, sorti en 2011.

## Synopsis
Ce documentaire évoque le procès de l'affaire Clearstream.

## Fiche technique
- Titre : Le Bal des menteurs
- Réalisation : Daniel Leconte
- Scénario : Denis Jeambar, Stéphanie Kaïm et Daniel Leconte
- Musique : Cyril de Turckheim
- Photographie : Patrick Ghiringhelli, Franck Guérin et Xavier Liberman
- Montage : Laurent Abellard et Grégoire Chevalier-Naud
- Production : Daniel Leconte
- Société de production : Film en Stock et Canal+
- Société de distribution : Happiness Distribution (France)
- Pays :  France
- Genre : documentaire
- Durée : 116 minutes
- Dates de sortie : 
  -  France : 2 mars 2011

## Distinctions
Le film a été nommé au César du meilleur film documentaire en 2012.